# Leistungen zur Eingliederung von Selbständigen
Leistungen zur Eingliederung von Selbständigen (LES) sind eine staatliche Subvention nach dem SGB II für Selbständige zur Beschaffung von Sachgütern. Bei den LES handelt es sich um eine Ermessensleistung. 
Neben LES können Bezieher von Arbeitslosengeld II bei Aufnahme einer selbständigen Tätigkeit auch Einstiegsgeld nach § 16b SGB II erhalten.

## Rechtliche Grundlagen
Leistungen zur Eingliederung von Selbständigen sind in § 16c SGB II geregelt.

## Anspruchsberechtigte
LES stehen ausschließlich Beziehern von Arbeitslosengeld II offen. Eine vergleichbare Leistung für Empfänger von Arbeitslosengeld nach dem SGB III existiert nicht.

## Anspruchsvoraussetzungen
LES können sowohl für die Aufnahme einer selbständigen Tätigkeit als auch bei bereits bestehender Selbständigkeit gewährt werden. Die Tätigkeit muss hauptberuflich ausgeübt werden und wirtschaftlich tragfähig sein. Um dies festzustellen, kann der Träger der Grundsicherung (Jobcenter) die Stellungnahme einer fachkundigen Stelle fordern. Voraussetzung ist, dass die Hilfebedürftigkeit durch die selbständige Tätigkeit innerhalb eines angemessenen Zeitraums dauerhaft überwunden oder verringert werden kann. Die LES müssen darüber hinaus notwendig und angemessen sein.

## Fördermöglichkeiten
Die Förderung kann in Form eines nicht rückzahlbaren Zuschusses und/oder in Form eines Darlehens erfolgen. Zuschüsse sind auf maximal 5000 € begrenzt. Es können einmalige Geldleistungen oder auch zeitlich begrenzte laufende Leistungen (z. B. Ladenmiete) gewährt werden. Gefördert werden Sachgüter, wobei der Begriff der Sachgüter weit ausgelegt wird, so dass auch Dienstleistungen hierunter fallen können.